# Corps représentatif de la République batave
Le Corps représentatif  de la République batave (en néerlandais Vertegenwoordigend Lichaam) est le nom porté par le Parlement bicaméral néerlandais entre 1798 et 1801, pendant le régime du Directoire exécutif de la République batave.

## Sous le Directoire
Sous le Directoire, le Corps représentatif  est divisé en deux chambres, élues en même temps. 
La première chambre compte 64 membres et propose les lois, votées par la seconde chambre, composée de 30 membres. Si la majorité des deux tiers n'est pas atteinte, le texte est renvoyé à la première chambre. 
Les directeurs sont élus par renouvellement individuel et annuel par la seconde chambre, sur une liste proposée par la première.
La Constitution batave de 1798 étant inspirée de la Constitution de l'an III, le mode de fonctionnement des assemblées législatives est relativement proche de celui du Conseil des Cinq-Cents et du Conseil des Anciens.